# Max Pohlenz
Max Pohlenz (Hänchen, 30 luglio 1872 – Gottinga, 5 gennaio 1962) è stato un filologo classico tedesco.

## Biografia
La sua opera più famosa fu L'Uomo Greco, composta nel 1945 e pubblicata nel 1946. Qui Pohlenz sostenne la tesi per cui la formazione  della civiltà greca fu essenzialmente di stampo politico-letterario. Egli mirò a rettificare certe linee guida del pensiero greco, limitandosi ad analizzarne giusto tre: il vero, il bello, il bene. Inoltre, indagò i rapporti tra l'uomo e se stesso, con le divinità e con la comunità.
Nel 1948 pubblicò La Stoa. Storia di un movimento spirituale (due volumi), uno studio fondamentale sullo stoicismo greco-romano.